# Marsch framåt, så är vår hälsning
Marsch framåt, så är vår hälsning är en sång från 1887 med text och musik av Edward H Hill. Sången översattes 1888 till svenska av Peter August Wanngård.

## Publicerad i
- Frälsningsarméns sångbok 1968 som nr 467 under rubriken "Strid och Verksamhet - Kamp och seger".
- Frälsningsarméns sångbok 1990 som nr 629 under rubriken "Strid och kallelse till tjänst".